# Proteushök
Proteushök (Tachyspiza hiogaster) är en fågel i familjen hökar inom ordningen hökfåglar.

## Utseende och läte
Proteushök är en medelstor rovfågel med relativt korta rundade vingar och en kort svartbandad rundad stjärt. Fjäderdräkten (och även storleken) varierar kraftigt. Generellt är den enfärgat grå ovan med ljusare huvud, vissa populationer med ett rostfärgat band i nacken. Undersidan är vanligen roströd, med varierande nyans. Ungfågeln är brunaktik ovan, med mnörkare hjässa. Undersidan är grädd- eller beigefärgad med brun till roströda längsgående streck på bröstet och tvärband på buken. Det vanligaste lätet är en snabb serie med gnissliga ljud.

## Utbredning och systematik
Proteushöken återfinns i övärlden i östra Indonesien, kring Nya Guinea och i Melanesien. Arten delas upp i 22 underarter:
- sylvestris – Små Sundaöarna
- hiogaster-gruppen
  - polionota – Banda och Tanimbar
  - albiventris – Kaiöarna
  - obiensis – Obi
  - griseogularis – norra Moluckerna (Halmahera, Ternate, Tidore, Bacan)
  - mortyi – Morotai
  - hiogaster – södra Moluckerna
  - pallidiceps – Buru, södra Moluckerna
  - leucosoma – Nya Guinea
  - pallidimas – D'Entrecasteaux-öarna
  - manusi – Amiralitetsöarna
  - bougainvillei – Bougainville, norra Salomonöarna
  - rufoschistacea – Choiseul, Santa Isabel och Floridaöarna, Salomonöarna
  - rubianae – centrala Salomonöarna
  - pulchella – Guadalcanal, sydvästra Salomonöarna
  - malaitae – Malaita, sydöstra Salomonöarna
  - misulae – Louisiaderna
  - misorensis – Biak
  - dampieri – New Britain
  - lavongai – Bismarckarkipelagen (New Hanover och New Ireland)
  - lihirensis – Bismarckarkipelagen (Lihir och Tanga)

Tidigare betraktades den som underart till gråhök (Tachyspiza novaehollandiae). Sedan 2014 urskiljer Birdlife International och naturvårdsunionen IUCN sylvestris som den egna arten "tenggarahök".

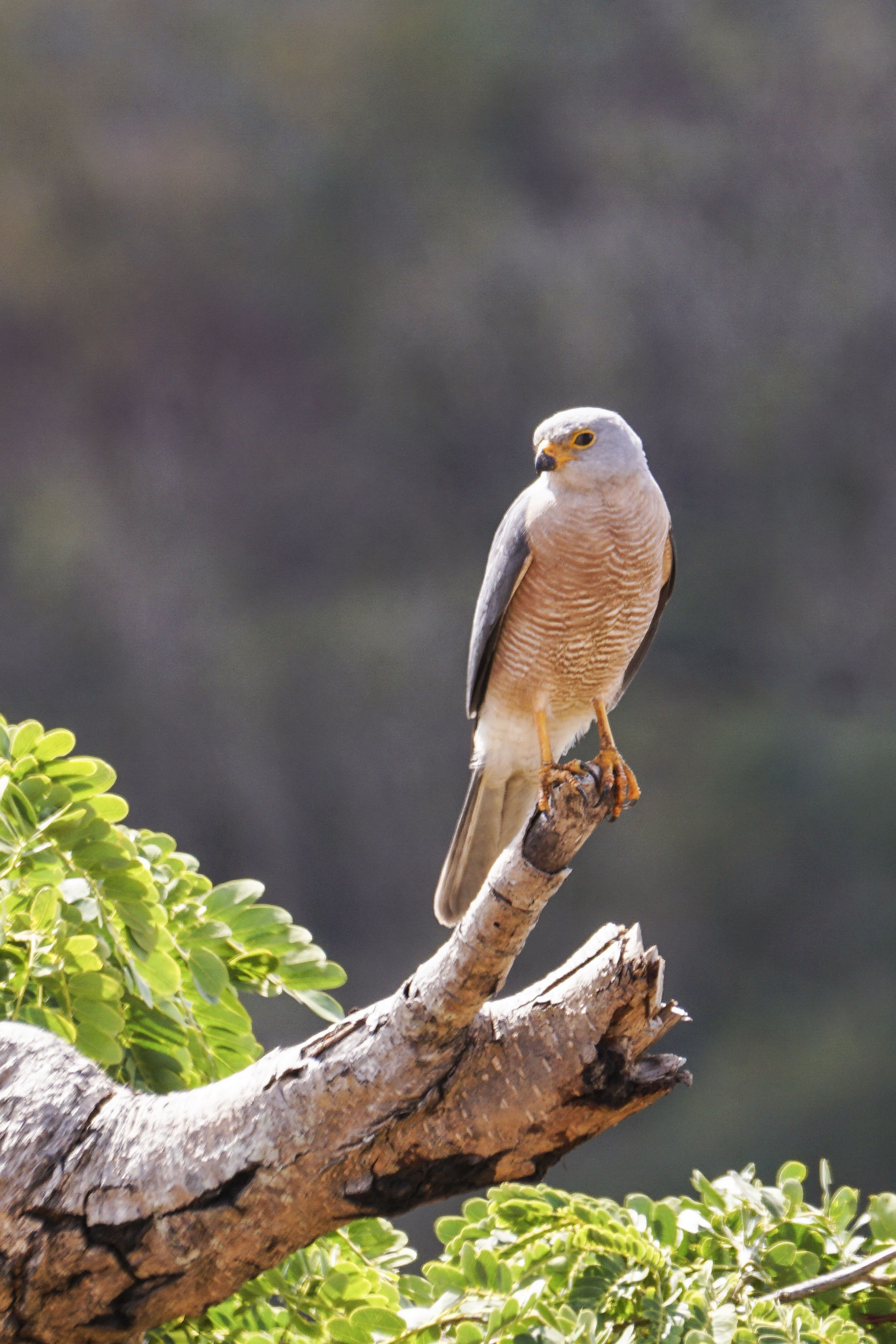
Underarten sylvestris som vissa anser utgör en egen art.

Taxonet natalis på Julön, som vanligen behandlas som underart till brunhök, bör möjligen istället föras till variabel duvhök.

### Släktestillhörighet
Arten placerades tidigare i släktet Accipiter. Genetiska studier visar dock att släktet så som det traditionellt är konstituerat är parafyletiskt, där kärrhökarna i Circus är inbäddade, men också släktena Erythrotriorchis och Megatriorchis. För att kärrhökarna ska kunna behållas i ett eget släkte delas därför Accipiter delas upp i flera mindre släkten, däriblamd Tachyspiza.

## Levnadssätt
Proteushök är en vanlig fågel i skogsbryn, i låglänta områden och lägre bergstrakter.

## Status
Internationella naturvårdsunionen (IUCN) bedömer hotstatus för sylvestris och övriga underarter var för sig, båda som livskraftiga.